# Hardee hat
Pour les articles homonymes, voir Hardee.
Hardee hat ou chapeau Hardee, également connu sous le nom de Model 1858 Dress Hat et parfois surnommé le Jeff Davis, a été le chapeau réglementaire des hommes enrôlés dans les armées de l'Union au cours de la guerre civile américaine. Toutefois, la plupart des soldats ont trouvé que ce chapeau de feutre noir était trop chaud et lourd et fut boudé pour son utilisation, préférant un képi ou chapeau mou. Dans l'armée de l'Union, les principaux porteurs des chapeaux Hardee pendant la guerre étaient des soldats de la « Iron Brigade », également connue sous le nom de « Black-Hat brigade ».

## Origine de nom
Le nom de ce chapeau était apparemment issu du nom de William Joseph Hardee, officier de carrière dans l'armée américaine de 1838 jusqu'à sa démission le 31 janvier 1861. Il a été lieutenant-colonel de la 1re division de cavalerie américaine juste avant la guerre. En 1855, il a publié Rifle and Light Infantry Tactics for the Exercise and Manoeuvres of Troops When Acting as Light Infantry or Riflemen, connu sous le nom de Tactics Hardee, qui est devenu le manuel militaire reconnu comme le meilleur des deux côtés de la guerre civile. Il a rejoint l'Armée des États confédérés en mars 1861 et devint lieutenant général et commandant de corps.

## Tenue réglementaire
Le règlement de l'armée américaine précisait que le chapeau devrait être orné d'un insigne de chapeau en laiton et d'un cordon de chapeau en laine désignant la branche de service de l'utilisateur : le bleu ciel pour l'infanterie, rouge écarlate pour l'artillerie, jaune pour la cavalerie. Le bord devait être épinglé sur le côté droit pour les cavaliers et les artilleurs, et sur la gauche pour les soldats d'infanterie.
Le chapeau Hardee a été brièvement relancé au cours de la guerre du Viêt Nam, portés par les pilotes d'hélicoptère (en particulier ceux des UH-1 Huey) en hommage à leurs racines de cavalerie, mais il tomba bientôt en désuétude face au danger accru des tirs d'armes légères du Viet Cong. Ils sont encore portés aujourd'hui par les pilotes américains d'hélicoptère de l'armée et les membres d'équipage, le plus souvent comme coiffure de cérémonie.